# İkbal Berber
İkbal Berber (* 1. Februar 1956 in Antakya, Türkei) ist eine türkisch-deutsche Lehrerin und Politikerin (SPD). Sie war Abgeordnete für den Landtag des Saarlandes.

## Leben und Beruf
İkbal Berber absolvierte in der Türkei eine Ausbildung zur Grundschulpädagogin. Danach studierte sie Germanistik und Psychologie an der Universität des Saarlandes. Später arbeitete sie dort auch als Lehrende und Dozentin. Außerhalb der Saarländischen Universität war sie mit Seminaren zum Thema „Interkulturelle Integration“ auch bundesweit tätig. Ab 2009 war sie Beraterin für akademische Berufe bei der Agentur für Arbeit.
Ehrenamtlich engagiert ist sie als Mitarbeiterin und zum Teil Vorsitzende bei verschiedenen Vereinen für Bildung, Kultur und Sport. So war sie zehn Jahre lang Vorsitzende des Vereins „Ramesch – Forum für Interkulturelle Begegnung e.V.“, seit 2015 ist sie dessen Ehrenvorsitzende. Mitglied ist sie auch in der Saarländischen Gesellschaft für Kulturpolitik.

## Politik
Seit 1991 ist Berber Mitglied der SPD. Sie war die erste Sprecherin des Ausländerbeirates in Saarbrücken.
Dem Landtag des Saarlandes gehörte sie von 1999 bis 2004  an. Dort war sie stellvertretende Vorsitzende des Petitionsausschusses. Zur Landtagswahl 2009 im Saarland gehörte sie zum Kompetenzteam der SPD-Saar für den Bereich Integration.

## Ehrungen
- Bundesverdienstkreuz am Bande (29. Oktober 1997)[6]
- Goldene Ente von der Landespressekonferenz Saar (1993)[7]